# Camilla Møllebro Pedersen
Camilla Møllebro, née Pedersen le 21 mai 1984 à Lemvig, est une coureuse cycliste danoise.

## Palmarès sur route

### Palmarès par années
- 2014
  - 3e du championnat du Danemark du contre-la-montre
- 2015
  - 2e du championnat du Danemark du contre-la-montre
- 2017
  -  championne du Danemark sur route

### Classements mondiaux
| Année                                 | 2014 | 2015 | 2016 | 2017 | 2018 |
| ------------------------------------- | ---- | ---- | ---- | ---- | ---- |
| Classement UCI                        | 545e | 436e | 192e | 264e | 779e |
| UCI World Tour                        |      |      | 134e | nc   | 253e |
|                                       |      |      |      |      |      |
| Légende : nc = non classéSource : UCI |      |      |      |      |      |